# Fjällmusseron
Fjällmusseron (Tricholoma imbricatum) är en svampart som först beskrevs av Elias Fries, och fick sitt nu gällande namn av Paul Kummer 1871. Fjällmusseron ingår i släktet musseroner och familjen Tricholomataceae.  Arten är reproducerande i Sverige. Inga underarter finns listade i Catalogue of Life.